# Gloria in excelsis Deo, BWV 191

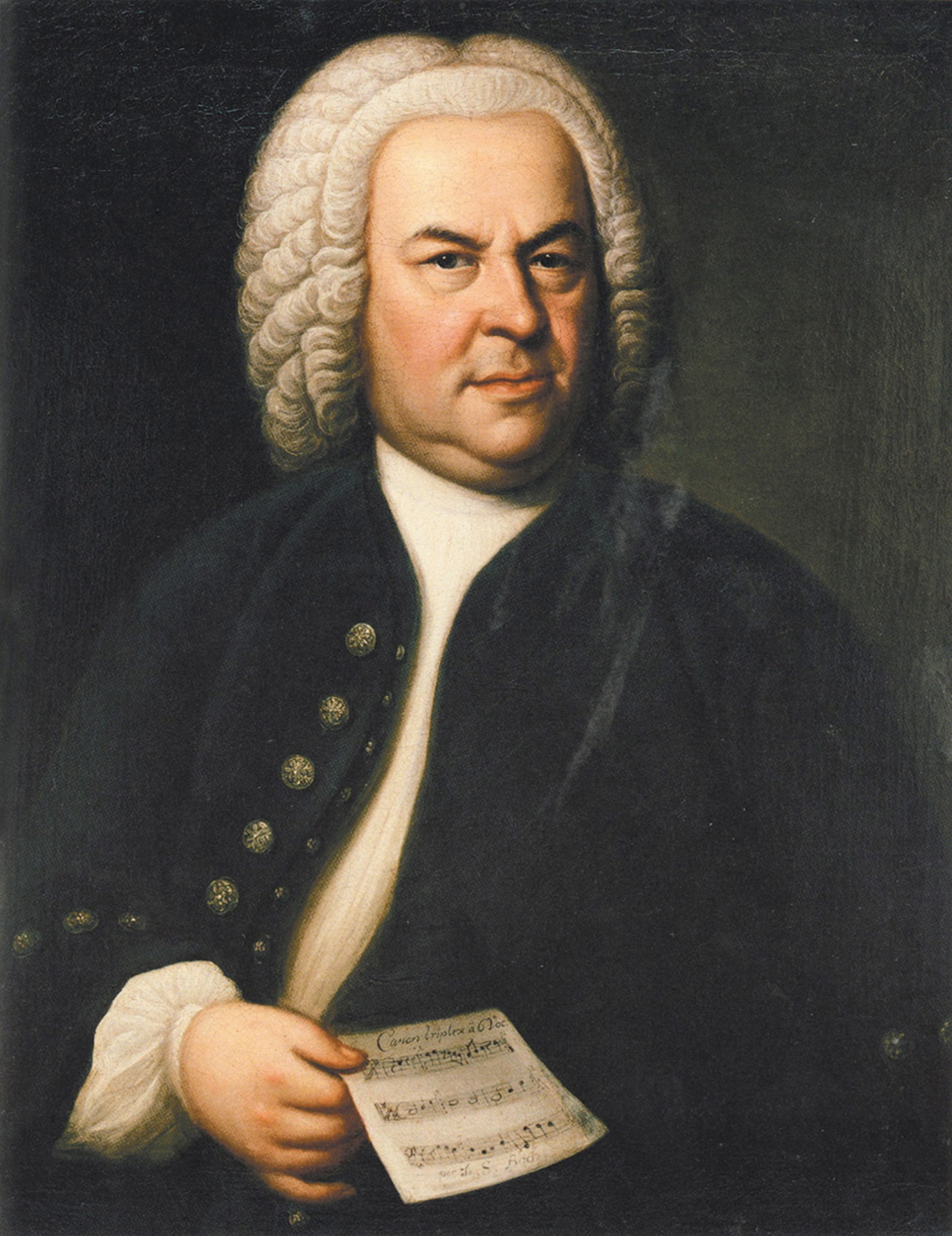
Johann Sebastian Bach, compositor de la cantata.

Gloria in excelsis Deo, BWV 191 (en español, Gloria a Dios en el cielo) es una cantata de iglesia escrita por el compositor barroco alemán Johann Sebastian Bach y la única de sus cantatas de la iglesia con un texto en latín. Compuso la cantata navideña en Leipzig probablemente en 1742, para una celebración de la universidad. Los tres movimientos de la composición se derivan de la Misa Kyrie–Gloria de Bach de 1733, que el compositor usaría más tarde como el «Gloria» de su Misa en si menor, BWV 232.

## Historia
Bach compuso Gloria in excelsis Deo en Leipzig para el día de Navidad, como lo indica el título del manuscrito, «JJ Festo Nativit: Xsti». («Jesu Juva Festo Nativitatis Christi - Celebración por el nacimiento de Cristo»), para que se cantara alrededor del sermón. La evidencia reciente de archivos y manuscritos sugiere que la cantata se representó por primera vez, no en 1743, ni en 1745 en un servicio especial del día de Navidad para celebrar la Paz de Dresde, que puso fin a las dificultades impuestas en la región por la segunda guerra de Silesia, sino probablemente en 1742, para una celebración regular de Navidad por la universidad de Leipzig en la iglesia de San Pablo (Paulinerkirche).
A diferencia de las otras cantatas de la iglesia de Bach, el texto no está en alemán, no lo toma de la Biblia, una coral o poesía contemporánea, sino en latín, tomadas de Gloria in excelsis Deo y la doxología. Esta última obra es la única cantata latina entre las 200 cantatas sacras sobrevivientes en alemán. Se basa en una composición anterior, la misa de Bach de 1733 para la corte de Dresde, que, en 1748, se convertiría en la primera parte de su Misa en si menor. El primer movimiento (Gloria) es una copia casi idéntica de los dos primeros movimientos del Gloria de la obra anterior, mientras que el segundo y el tercer movimiento son parodias cercanas de los movimientos quinto y noveno del Gloria anterior. Partes, por ejemplo, de la sección fugal de «Sicut erat in principio», tomadas del «Cum sancto spiritu» de la composición de 1733, se trasladan de un entorno puramente vocal a uno instrumentalmente acompañado. Sin embargo, las modificaciones que Bach hizo a los dos últimos movimientos de BWV 191 no se trasladaron a la compilación final de manuscritos de la Misa en si menor, lo que deja en duda si estas constituyen o no «mejoras» para la partitura original de Bach.

## Partitura, texto y estructura
La cantata lleva el título ::J.J. Festo Nativit: Xsti. Gloria in excelsis Deo. à 5 Voci. 3 Trombe Tymp. 2 Trav 2 Hautb. 2 Violini Viola e Cont. Di J.S.B. en la propia letra de Bach. La cantata se califica festivamente para soprano y tenor solistas y un coro inusual de cinco partes (con una doble parte de soprano), tres trompetas, timbales, dos flautas traveseras, dos oboes, dos violines, viola y bajo continuo. Su único vínculo con la Navidad es el coro de apertura sobre Lucas (Lucas 2:14), que se interpreta antes del sermón. Los otros dos movimientos después del sermón (marcados «post orationem») dividen las palabras generales de la Doxología en un dúo «Gloria Patri et Filio et Spiritui sancto» (correspondiente a «Domine Deus», la pieza central del Gloria de la Misa en si menor) y un coro final «Sicut erat en principio» (correspondiente al «Cum sancto spiritu» del Gloria). El movimiento final puede contener marcas ripieno (para acompañar el coro) similar al ripieni encontrado en Unser Mund sei voll Lachens, BWV 110, que también era una cantata de Navidad.
1. Coro: Gloria in excelsis Deo
2. Dueto (soprano/tenor): Gloria Patri et Filio et Spiritui sancto
3. Coro: Sicut erat in principio

## Grabaciones
- Die Bach Kantate Vol. 16, Helmuth Rilling, Gächinger Kantorei, Bach-Collegium Stuttgart, Nobuko Gamo-Yamamoto, Adalbert Kraus, Hänssler 1971
- J. S. Bach: Weihnachtsoratorium, Ludwig Güttler, Concentus Vocalis Wien, Virtuosi Saxoniae, Christiane Oelze, Hans Peter Blochwitz, Dresden Classics 1995
- J. S. Bach: Complete Cantatas Vol. 21, Ton Koopman, Amsterdam Baroque Orchestra & Choir, Caroline Stam, Paul Agnew, Antoine Marchand 1999
- Bach Cantatas Vol. 18: Weimar/Leipzig/Hamburg / For Christmas Day & for Epiphany / For the 1st Sunday after Epiphany, John Eliot Gardiner, Monteverdi Choir, English Baroque Soloists, Claron McFadden, Christoph Genz, Soli Deo Gloria 1999
- J. S. Bach: Kantate BMV 191 «Gloria in Excelsis Deo», Rudolf Lutz, Vokalensemble der Schola Seconda Pratica, Schola Seconda Pratica, Gerlinde Sämann, Johannes Kaleschke, Gallus Media 2009